# Đức Phật (phim truyền hình)
Buddha - Rajaon Ka Raja (nghĩa là Buddha - Vua của các vị Vua), được biết tại Việt Nam với tựa đề Đức Phật, là một bộ phim truyền hình dã sử tâm lý được phát hành trên kênh truyền hình Zee TV và Doordarshan, được sản xuất bởi B. K. Modi, dưới sự bảo trợ của Spice Global. Ridwana Khan tham gia với vai trò nhà sản xuất sáng tạo của chương trình. Loạt phim phát sóng lần đầu tiên vào ngày chủ nhật, 8 tháng 9 năm 2013 lúc 11g00 trên Zee TV và Doordarshan. Kabir Bedi được mời tham gia đóng một vai khách mời là đạo sư Asita muni, nhà hiền triết, người đã tiên đoán về thành tựu của Tất-đạt-đa. Cốt truyệt của loạt phim được dựa trên cuộc đời có thật của Tất-đạt-đa Cồ-đàm, cho thấy bước đường từ một Thái tử Tất-đạt-đa trở thành một vị Phật. Vai diễn nhân vật Mayadevi, ban đầu dự định do diễn viên Samiksha Singh, sau được thay thế bởi diễn viên Deepika Upadhyay. Diễn viên Himanshu Soni được giao đóng vai chính Siddhartha Gautama và vai công chúa Yasodharā được giao cho Kajal Jain, người từng lọt vào Top 10 trong cuộc thi Hoa hậu Ấn Độ 2010, Yasodharā. Trước đó, Ashutosh Gowariker từng dự định cộng tác với Shekhar Kapur cho một bộ phim truyền hình về Đức Phật.

## Các vai diễn
- Kabir Bedi vai Asita Muni
- Himanshu Soni vai Thái tử Siddharth / Buddha[23][24]
- Sameer Dharmadhikari vai Śuddhodana, cha của Siddharth
- Deepika Upadhyay vai Maya, mẹ ruột của Siddharth
- Gungun Uprari vai Prajapati, mẹ nuôi Siddharth
- Kajal Jain vai Yasodharā, vợ Thái tử Siddharth[25]
- Jagat Singh vai Devadatta
- Sanket Choukse vai Channa, người hầu cận Buddha
- Siddharth Vasudev vai Dronadhan, em vua Śuddhodana
- Nigaar Khan/Reshmi Ghosh vai Mangala, vợ Dronadhan[26][27][28]
- Hemant Choudhary vai Mahamantri Udyan
- Sareeka Dhillon vai Maanvika
- Vishesh Bansal vai Siddharth lúc nhỏ[29]
- Amit Behl vai Guru Vachaspati
- Surbhi Shukla vai Loshika, Dasi của Yashodhara[30]
- Devyansh Tapuriah vai Devadutta, con của Mangala
- Vandana Lalwani vai em gái Suddhodana
- Mayank Arora vai Ananda

## Cốt truyện
Thái tử Siddhartha sinh ra khoảng thế kỷ thứ VI trước Công nguyên, là con của Quốc vương Shuddhodana và Vương hậu Mahamaya. Khi sinh ra, trên người Thái tử đã có 32 tướng tốt và được tiên đoán sẽ trở thành một đạo sư vĩ đại. Để tránh cho chuyện đó xảy ra, quốc vương đã tìm cách đào tạo thái tử trở thành một chiến binh, sống trong cuộc đời giàu sang của vương tộc và cưới cho một người vợ xinh đẹp là công chúa Yashodhara, người sau đó đã sinh hạ một người con trai. Tuy nhiên, sau vài lần chứng kiến được nỗi khổ đau của thế gian, Thái tử Siddhartha đã từ bỏ tất cả để lên đường tu hành đi tìm chân lý. Sau nhiều năm tu hành, ông đã giác ngộ và trở thành một vị Phật. Ông bắt đầu cuộc đời của một đạo sư, truyền bá những gì mình đã giác ngộ, xây dựng nên nền tảng triết lý cho một tôn giáo dựa trên sự ôn hòa, bình đẳng và giải thoát.

## Sản xuất
Nidhi Yasha (thiết kế phục trang) và Varsha Jain (thiết kế tạo hình) là những nhân vật đóng vai trò quan trọng trong sự thành công của loạt phim. Cảnh quay đầu tiên của loạt phim được quay tại Film City ở Mumbai, đúng vào dịp kỷ niệm Phật đản sanh ngày 27 tháng 5 năm 2013.

## Trình chiếu trên cách kênh ngoại quốc
| Quốc gia    | Kênh truyền hình      | Series premiere                | Tên                                                      |
| ----------- | --------------------- | ------------------------------ | -------------------------------------------------------- |
| Campuchia   | SEATV                 | 2016                           | ពុទ្ធប្រវត្តិ (Buddha Pravotte)                               |
| Sri Lanka · | TV Derana             | 02014-03 tháng 3 năm 2014      | ශ්‍රී ගෞතම සම්බුද්ධ (Sri Gauthama Sambudda)                      |
| Thái Lan    | Workpoint TV Zee Nung | 02015-03 tháng 3 năm 2015 2016 | พระพุทธเจ้า มหาศาสดาโลก (Phra Phutta Jao Mahasaatsataalok) |
| Perú        | Panamericana TV       | 02015-11 tháng 11 năm 2015     | Buddha                                                   |
| Đức         | Zee.One               | 02016-08 tháng 8 năm 2016      | Buddha                                                   |

| Bản mẫu:VNA 
| Zee.One 
| 02016-08 tháng 8 năm 2016 
| Buddha
|}

## Tranh cãi
Ngay khi những tập phim đầu tiên được trình chiếu, ngay lập tức phim bị cấm ở Nepal vì lý do chúng thể hiện chi tiết Buddha được sinh ra ở Ấn Độ. Tuy nhiên, sau đó chi tiết nơi sinh đã được chỉnh sửa lại theo sự công nhận của đa phần các học giả là ở Nepal.
Một số tranh cãi khác bởi những chi tiết được thể hiện trong loạt phim nhưng lại không hề được đề cập trong các kinh điển Phật giáo, như:
- Vợ đầu của vua Shuddodhan, một phụ nữ vô sinh, đã sinh được con sau một lễ hiến tế yajna.
- Tên người em trai của vua Shuddodhan là Durnodhan.
- Trong loạt phim có sự xuất hiện của rất nhiều nhân vật Bà la môn. Như nhân vật 'Digha Nikaya' trong kinh điển 'Tri Pitaka' chỉ được đề cập đến như là một người đặt ra câu hỏi cho đức Phật, "Tại sao người dân của Kapilavastu lại không tôn trọng các Bà la môn?" Điều này cho thấy cư dân của thành Kapilavastu là vô thần, giống như sa môn Kapila và những đệ tử của mình. Kapila được xem là tiền kiếp của Buddha.

Vì vậy, vai trò của các Bà la môn trong việc giáo dục và hướng dẫn trong cuộc đời của Buddha là không sát sự thật. Một nhà nghiên cứu danh tiếng là Rhys Davis đã đề cập: "Không có những chứng cứ gì cho thấy những ảnh hưởng quan trọng của các Bà la môn đối với các vương tộc Sakya và Koliya. Không có sự phân chia giai cấp trong các lãnh địa này. Không có đại đế nào ở Kapilvastu. Không có sự thờ cúng nào ở Kapilvastu" (Phần I và II).